# 桜賀めい
桜賀 めい（さくらが めい）は、日本の漫画家。芳文社から発行されている月刊漫画雑誌『花音』などで活動中。主にボーイズラブ漫画を描く。

## 作品

### 連載中
- 性悪オオカミが恋をしたらしい(『花音』)

### コミック
全て花音コミックスより刊行。
- 全部俺のモノ!（2005年2月発行）
- 化学室の王子（2005年11月発行）
- ワルイコトシタイ（2006年12月発行）
- 遊びじゃないの（2007年6月発行）
- 悪いコでもイイ?（2007年11月発行）
- 嫌いじゃないけど（2008年7月発行）
- ワルイ男でもイイ（2009年2月発行）
- 恋じゃないけど（2009年12月発行）
- 無慈悲なオトコ（2010年12月発行)
- ワルイ恋人じゃダメ？（2011年4月発行)
- 彼じゃないけど（2011年12月発行)
- 無慈悲なアナタ (2012年10月発行)
- 素直じゃないけど(2013年2月発行)
- ワルイ王子でもスキ(2013年12月発行)
- 無慈悲なカラダ(2014年10月発行)

### BLCD
- ワルイコトシタイシリーズ

1. ワルイコトシタイ(2007年) 会長×不良編1
2. 悪いコでもイイ？(2010年) 会長×不良編2
3. 嫌いじゃないけど(2010年) 不良×副会長編1
4. ワルイ男でもイイ(2012年) 会長×不良編3
5. 恋じゃないけど(2010年) 不良×副会長編2
6. 無慈悲なオトコ(2011年) 久遠×七王編1
7. ワルイ恋人じゃダメ？(2012年) 会長×不良編4
8. 彼じゃないけど(2012年) 不良×副会長編3
9. 無慈悲なアナタ(2013年) 久遠×七王編2
10. 素直じゃないけど(2013年) 不良×副会長編4
11. ワルイ王子でもスキ(2015)会長×不良編5
12. 無慈悲なカラダ(2015)久遠×七王編3
13. 性悪オオカミが恋をしたらしい 紅城×香坂